# Methysticin
Methysticin là một trong sáu loại kavalactone chính được tìm thấy trong cây kava. Nghiên cứu cho thấy rằng methysticin và hợp chất dihydromethysticin có tác dụng gây cảm ứng CYP1A1 có thể gây ra độc tính của chúng.

## Độc tính
Methysticin tạo ra chức năng của enzyme gan CYP1A1, một loại enzyme liên quan đến độc tính của benzo [ a ] pyrene thành (+) - benzo [ <i id="mwEA">a</i> ] pyrene-7,8-dihydrodiol-9,10-epoxide, một trong những loại cao nhất chất gây ung thư được biết đến. Tài sản này được chia sẻ bởi các hợp chất dihdromethysticin có liên quan, cả hai đều xảy ra với số lượng đáng kể trong Piper methysticum.